# Žana Ciglič
Žana Ciglič (5 gennaio 2001) è un'ex sciatrice alpina slovena.

## Biografia
Specialista delle prove veloci attiva dal novembre del 2017, Žana Ciglič ha vinto 5 medaglie ai Campionati sloveni, tra le quali l'oro nella discesa libera nel 2021; si è ritirata durante la stagione 2021-2022 senza aver esordito in Coppa Europa o in Coppa del Mondo né aver preso parte a rassegne olimpiche o iridate.

## Palmarès

### Campionati sloveni
- 5 medaglie:
  - 1 oro (discesa libera nel 2021)
  - 1 argento (combinata nel 2018)
  - 3 bronzi (supergigante nel 2018; supergigante, combinata nel 2021)